# Monsummano Terme
Monsummano Terme är en ort och kommun i provinsen Pistoia i regionen Toscana i Italien. Kommunen hade 21 151 invånare (2018).